# Museo del Tahuantinsuyo
El Gran Museo del Tahuantinsuyo será un museo arqueológico y estará situado en la ciudad del Cuzco. El museo estará principalmente dedicado a la historia del Tahuantinsuyo. La colección contará con las piezas arqueológicas encontradas en Machu Picchu y de la cultura incaica. Estaba previsto inaugurarse a fines del año 2014.

## Historia
En 2011, debido a la repatriación de las piezas arqueológicas de Machu Picchu, se anuncia la construcción de un museo. La construcción del museo demandará de una inversión de US$100 millones que será financiado del gobierno nacional y el gobierno regional del Cusco. Un porcentaje de los ingresos recaudado en la ciudadela de Machu Picchu será destinado a la construcción del museo.
En 2011, se coloca la primera piedra de lo que será el museo. El diseño estará a cargo de arquitectos peruanos y especialistas del Instituto Smithsonian de Investigaciones Tropicales; y el guion museográfico será dirigido por al arqueólogo Luis Lumbreras. En 2013, se anunció la convocatoria de los estudios de inversión para la construcción. En diciembre de 2014, la Dirección Desconcentrada de Cultura confirmó la donación 10 hectáreas por parte de la Fundación Gunter. En el primer trimestre de 2015 se convocará a un concurso arquitectónico del museo.
En marzo de 2015, la Dirección Desconcentrada de Cultura de Cusco informó que demandará una inversión superior a los S/.150 millones.
En diciembre de 2015, la Dirección Desconcentrada de Cultura de Cusco y la fundación arqueológica y paisajista Ernesto Ghunter suscribieron el acuerdo de entrega en donación.

## Colección

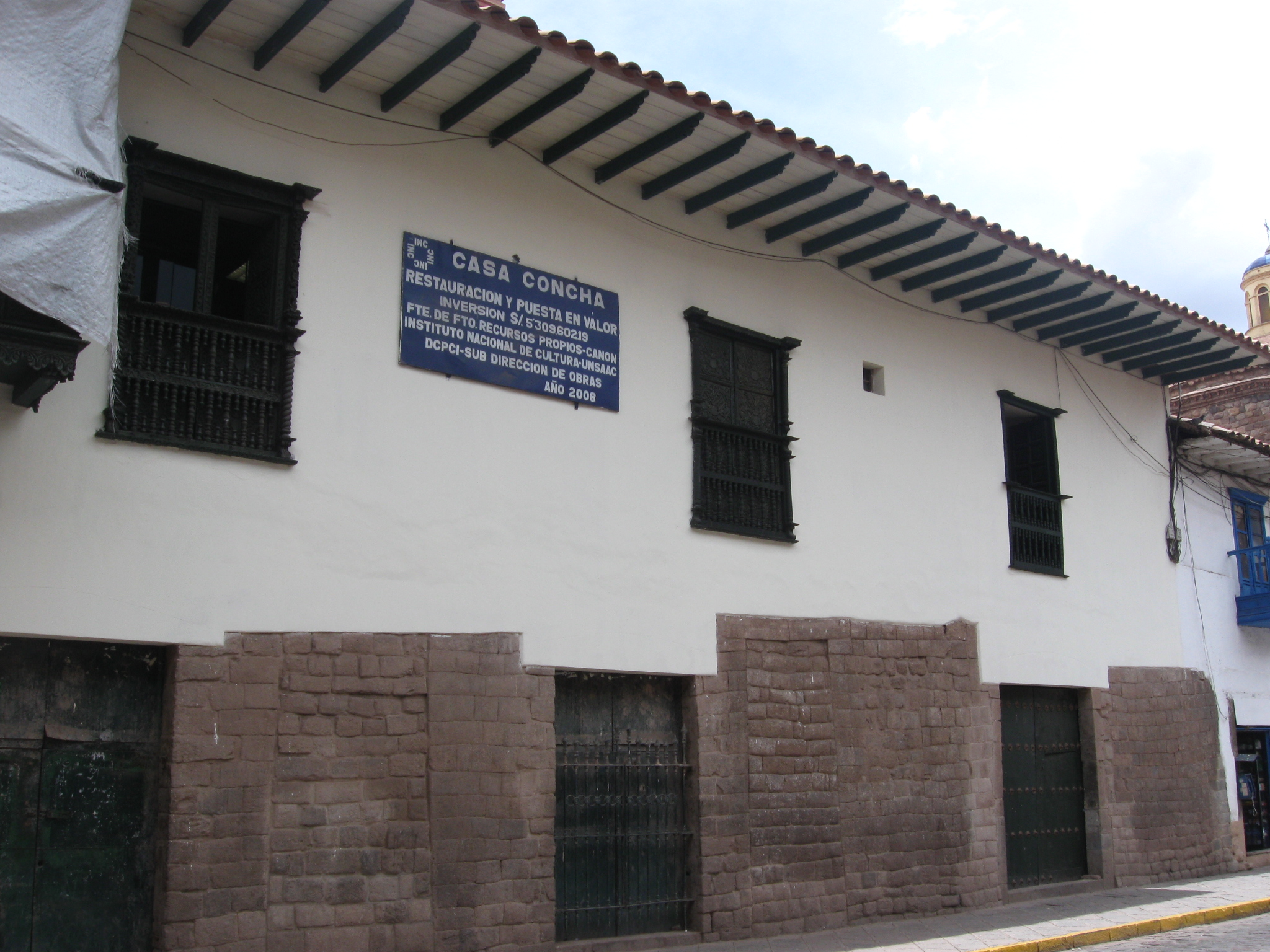
Casa Concha

El Museo del Tahuantinsuyo contará con la colección de las piezas arqueológicas de Machu Picchu. Las piezas se encuentra actualmente en la Casa Concha de Cusco. Además, albergará una colección de cuadros provenientes de varios los templos del Cusco. El museo será dividido en seis pabellones temáticos: el origen el Tahuantinsuyo, la red vial Qhapaq Ñan, el sistema de llaqtas, a las creencias, a las artes y a los otros sistemas de producción.